# Лабульбен, Жан Жозеф Александр
Жан Жозеф Александр Лабульбен (фр. Jean Joseph Alexandre Laboulbène; 1825 — 1898) — французский врач и энтомолог.
Учился в Париже, затем работал врачом в парижских госпиталях, читал лекции по патологической анатомии в университете, в 1879 был назначен профессором истории медицины. Научная деятельность Лабульбена касалась как вопросов патологической анатомии, так и анатомии, биологии и систематики насекомых разных отрядов. К числу первых относится среди прочего и его сочинение «Nouveaux éléments d’anatomie pathologique» (1878); из многочисленных работ, касающихся насекомых, необходимо отметить: «Note sur l’anatomie des Insectes» (1852); «Recherches sur l’appareil de la digestion et de la reproduction du Buprestis manca» (1857); «Liste des Insectes tubérivores etc.» (1864). Вместе с Фэрмэром Лабульбен подготовил «Faune entomologique française etc.» (1854—1856).

## Память
Лабульбен вместе с другим французским энтомологом Огюстом Руже в 1840-х годах опубликовали первое описание необычной группы грибов-паразитов насекомых, которые впоследствии были названы в его честь — Laboulbenia (типовой род класса Laboulbeniomycetes).